# Tlaxco, Puebla
Tlaxco är en kommunhuvudort i Mexiko.   Den ligger i kommunen Tlaxco och delstaten Puebla, i den sydöstra delen av landet, 160 km nordost om huvudstaden Mexico City. Tlaxco ligger 869 meter över havet och antalet invånare är 5 228.
Terrängen runt Tlaxco är kuperad österut, men västerut är den bergig. Runt Tlaxco är det ganska tätbefolkat, med 160 invånare per kvadratkilometer. Närmaste större samhälle är Huehuetla, 6,4 km nordväst om Tlaxco. Omgivningarna runt Tlaxco är en mosaik av jordbruksmark och naturlig växtlighet.